# Кредитно известие
Кредитното известие, познато още като Кредит нота или Сторно, е първичен счетоводен документ, с който се намалява данъчната основа на доставка или се нулира данъчната основа при развалянето на доставка, за която доставка вече е издадена фактура.
Основание за издаване на кредитно известие възниква само в определени случаи:
- при разваляне на сделка за доставка или извършена доставка, за която търговецът вече е издал търговска фактура на клиента;
- за да се поправи грешка във вече издадена фактура, с която клиентът погрешно е бил задължен да плати по-висока стойност за договорената доставка. Обикновено такива случаи възникват при фактуриране на по-голямо от реалното количество стоки или услуги, които клиентът е получил, или при фактуриране на грешни стоки и услуги, или при фактуриране на стоки и услуги на цени, по-високи от предварително уговорените;
- за да се направи търговска отстъпка от страна на търговеца, като се намали стойността на данъчната основа, която клиентът трябва да плати за вече фактурирани стоки или услуги;
- за да се обезщети клиента за получена некачествени стоки или услуги, за които той е получил фактура, но които той е отказал или върнал (физическото връщане на стоката в този случай не е абсолютно необходимо условие за издаване на кредитно известие, ако търговецът е преценил и се е договорил с купувача стоката да не бъде връщана, но въпреки това да бъде извършено обезщетение за нейната неизползваемост или ниско качество);

Независимо от причините за издаването на кредитно известие, абсолютно необходимо условие за неговото издаване е наличието на предходно издадена фактура, чиято данъчна основа се намалява чрез съответното кредитно известие. Оттук следва, че стойността на кредитното известие трябва да е по-малка или равна на стойността на фактурата, към която се издава, но в никакъв случай не може да я превишава. Ако кредитното известие се издава към повече от една фактура, което също е практика, то неговата стойност не може да надвишава сбора от стойностите на тези фактури.
Кредитното известие е документ, който притежава всички реквизити на фактурата, като номер, дата на издаване, издател и получател, стойност, данъчна информация (най-често касаеща размера на данъка, който трябва да бъде възстановен на купувача, ако той е платил такъв за доставената стока или услуга) и т.н. Това, което отличава кредитното известие от обикновената търговска фактура, е че кредитното известие задължително посочва номера и датата на търговската фактура, чиято данъчна основа то намалява, и основанието за неговото издаване.
Търговецът, който издава кредитно известие, трябва да осчетоводи кредитното известие като приспадне от месечния си резултат стойността на кредитното известие, което е издал, т.е. издателят на кредитното известие го осчетоводява с отрицателен знак минус (-). Получателят на кредитното известие, от своя страна, трябва да осчетоводи кредитното известие, което увеличава месечния резултат с неговата стойност, но получателят също осчетоводява кредитното известие с отрицателен знак минус (-). И в двата случая кредитните известия се осчетоводяват в данъчния период, в който са издадени.